# Bosson
Bosson właściwie Staffan Olsson (ur. 21 lutego 1969 w Saro niedaleko Göteborga) – szwedzki piosenkarz muzyki pop i autor tekstów, który zdobył międzynarodową rozpoznawalność w 2001 po wydaniu singla „One in a Million”.

## Kariera muzyczna
Karierę muzyczną rozpoczął jako sześciolatek od występów na festiwalach muzycznych, w tym m.in. na świątecznym festiwalu Lucia. W 1993 razem z Robertem Åhlinem i Yvette Palm założył zespół muzyczny Elevate, z którym wydał kilka singli, w tym m.in. „Easy (To Believe)” i „We Will Be One”.
Jeszcze w 1994, dzięki występowi w przebraniu Michaela Jacksona, zwyciężył w programie rozrywkowym Sikta mot stjärnorna, zdobywając tym samym dużą rozpoznawalność w kraju. Po rozpadzie zespołu Elevate w 1996 rozpoczął karierę solową. W 1997 przyjął pseudonim Bosson, inspirowany imieniem jego ojca (Bo), który w dosłownym tłumaczeniu oznacza, że jest synem Bo’a (z ang. Bo’s Son). Wkrótce wydał debiutancki, solowy singiel „Baby Don’t Cry”, który zapowiadał swój premierowy album pt. The Right Time wydany w 1998. Płyta ukazała się także na rynku japońskim. Bosson promował album także tytułowym utworem oraz singlem „We Live”, który stał się popularny w amerykańskiej rozgłośni radiowej KissFM, co umożliwiło piosenkarzowi podpisanie kontraktu z wytwórnią Capitol Records. Po podpisaniu kontraktu wystąpił na otwarciu kilku koncertów Britney Spears podczas północnoamerykańskiej części jej trasy koncertowej …Baby One More Time Tour. W 1999 wydał singiel „New Millennium”, napisany z myślą o zbliżającym się kolejnym tysiącleciu.
W 2000 wydał single „Where Are You” i „One in a Million”, który trafił na ścieżkę dźwiękową amerykańskiego filmu pt. Miss Agent z Sandrą Bullock w roli głównej. Utwór w 2001 został wydany w Europie jako singiel i trafił na listy przebojów w wielu krajach, m.in. do drugiego miejsca w Norwegii, piątego w Austrii, siódmego w Szwecji i ósmego w Szwajcarii. Również w 2001 za utwór otrzymał nominację do nagrody Złotego Globu dla najlepszej oryginalnej piosenki w filmie. Pod koniec maja tego samego roku wydał drugi album, również zatytułowany One in a Million, na którym – oprócz pierwszego singla i tytułowego przeboju – umieścił m.in. single „I Believe”, „Over the Mountains” i „This Is Our Life”. W tym samym roku uczestniczył w nagraniu charytatywnego singla „Future in Your Hand”. W 2002 nawiązał współpracę z Emmą Andersson, z którą gościnnie nagrał piosenkę „Weightless” z jej debiutanckiego albumu pt. Who I Am. W 2003 wydał kolejny, solowy singiel „You Opened My Eyes”, z którym dotarł do 10. miejsca listy przebojów w Szwecji. Piosenką zapowiadał swój trzeci album pt. RockStar, który wydał w marcu 2003. Płytę promował także singlami: „A Little More Time”, „Falling In Love” i „I Need Love”.
W 2004 wziął udział z utworem „Efharisto” w Melodifestivalen, programie wyłaniającym reprezentanta Szwecji w Konkursie Piosenki Eurowizji; start w eliminacjach zakończył na tzw. rundy dogrywkowej, w której zajął szóste miejsce. W tym okresie wystąpił także na festiwalu Megadance Energy organizowanym na stadionie „Łużniki” w Moskwie. Niedługo później na rosyjskim rynku ukazała się składanka przebojów Bossona pt. Zołote hity 2004, a rok później – kolejny album kompilacyjny pt. The Best. W 2006 współtworzył i nagrał gościnnie ścieżkę wokalną w utworze „Never Never Never”, który znalazł się na albumie amerykańskiego gitarzysty jazzowego Alego Di Meoli pt. Vocal Rendezvous. W grudniu tego samego roku wydał solowy singiel „What If I”, a pod koniec maja 2007 opublikował swój czwarty album pt. Future’s Gone Tomorrow – Life Is Here Today, z którym dotarł zaledwie do 21. miejsca na liście najchętniej kupowanych albumów w Szwecji. W latach 2007–2008 zagrał trasę koncertową po Białurosi, Ukrainie, Rosji i Kazachstanie, ponadto w 2007 wystąpił gościnnie na 16. Międzynarodowym Festiwalu Sztuk „Słowiański Bazar” organizowanym w Witebsku oraz nawiązał współpracę z rosyjską piosenkarką Lolitą, z którą nagrał utwór „Niebo w głazach”, umieszczony na jej piątym albumie pt. Orijentacyja siewier. W 2008 wspólnie zaśpiewali tę piosenkę podczas 17. Międzynarodowego Festiwalu Sztuk „Słowiański Bazar” w Witebsku. W 2010 na rosyjskim rynku ukazała się kolejna składanka przebojów Bossona pt. The Best Collection CD/DVD, zawierająca najpopularniejsze piosenki w dorobku artysty, a także kilka teledysków. Album został wydany w celach charytatywnych, a dochód z jego sprzedaży został przekazany dzieciom chorym na białaczkę.
W 2011 wydał singiel „Guardian Angel”, a rok później – utwór „10.000 Feet” z gościnnym udziałem Apollo-4; obiema piosenkami zapowiadał swój piąty album pt. Best of 11-Twelve, która wydał w czerwcu 2013. W grudniu tego samego wystąpił jako gość muzyczny w jednym z odcinków ukraińskiej wersji formatu X Factor. W lipcu 2015 był jurorem podczas 24. Międzynarodowego Festiwalu Sztuk „Słowiański Bazar” w Witebsku, poza tym zaśpiewał gościnnie podczas kilku wydarzeń zorganizowanych w ramach festiwalu, w tym m.in. podczas koncertów Golden Hit: Yesterday, Today, Tomorrow i Festival Hit, a także na koncercie zamykającym imprezę.

## Dyskografia

### Albumy studyjne
- The Right Time (1998)
- One in a Million (2001)
- RockStar (2003)
- Future’s Gone Tomorrow: Life Is Here Today (2007)
- Best of 11-Twelve (2011)

### Single
- 1997 – „Baby Don’t Cry”
- 1999 – „We Live”
- 2001 – „One in a Million”
- 2001 – „I Believe”
- 2001 – „Over the Mountains”
- 2002 – „Weightless”
- 2002 – „This Is Our Life”
- 2003 – „You Opened My Eyes”
- 2003 – „A Little More Time”
- 2003 – „Beautiful”
- 2004 – „Efharisto”
- 2004 – „Falling in Love”
- 2004 – „I Need Love”
- 2006 – „You”
- 2007 – „What If I”
- 2007 – „I Can Feel Love”
- 2007 – „Believe in Love”
- 2011 – „Guardian Angel”